# サルキス・アンバルツミャン
サルキス（サコ）・サアコヴィチ・アンバルツミャン（ロシア語: Саркис (Сако) Саакович Амбарцумян、1870年 - 1944年）、民族名サルキス（サコ）・サハキ・ハンバルツミャン（アルメニア語: Սարգիս (Սաքո) Սահակի Համբարձումյան）は、アルメニア人のボリシェヴィキ。父称はイサーコヴィチ (Исаакович)、イサハキ (Իսահակի) とも。

## 生涯
1870年、ロシア帝国エリザヴェトポリ県シュシャの小作農の家庭に生まれた。1902年にデモに参加して逮捕され、翌1903年にモスクワでロシア社会民主労働党に入党するも、再び逮捕され、最終的にバクーに追放されている。1904年には党バクー委員会メンバーとなり、翌1905年のモスクワ十二月蜂起にも参加した。1909年にモスクワ大学医学部を卒業し、翌1910年から1917年まではシュシャで医師として活動していた。この間もダシュナク党とのイデオロギー闘争を行い、1917年9月から10月頃にボリシェヴィキとなった。1918年には三度目の逮捕を受けている。十月革命後にはカラバフで活動した。
アルメニア社会主義ソビエト共和国の成立後は1920年から1922年にかけて初代保健人民委員を務め、1922年にはアルメニア共産党中央委員となる。同年2月2日から1925年6月23日にかけてアルメニア共和国中央執行委員会議長を、1923年1月15日から1925年4月11日にかけてザカフカース社会主義連邦ソビエト共和国中央執行委員会議長を務める。同年6月23日から1928年3月22日まではアルメニア共和国人民委員会議議長を務め、その任期中にはジョラゲト水力発電所を始めとした数々の水力発電所の建設、そしてザンゲズル銅山 (ru) とアラヴェルディ銅精錬所の復旧により、経済復興の礎が築かれている。
その後、1929年から1944年に死去するまでをモスクワで過ごした。